# Manoir de Lézonnet
Le manoir de Lézonnet est un édifice situé à Loyat en France.

## Localisation
Le manoir est situé sur le territoire de la commune de Loyat, au lieu-dit Lézonnet, dans le département du Morbihan en région Bretagne.

## Description
Le manoir actuel date du XVIe siècle. Édifice à un étage carré, élévation à travées, construit en pierre de taille en granite, toiture à longs pans couverte d'ardoises, pignon découvert. Escalier hors-œuvre : escalier à vis sans jour.

## Historique
Le portail date du XVIe siècle, le manoir est reconstruit avec des matériaux de réemploi, dans la première moitié du XIXe siècle.
Le manoir est inscrit à l'inventaire général du patrimoine culturel en 1984.